# Tom Ongena
Tom Ongena (Keulen, 20 september 1975) is een Belgisch politicus voor Open Vld.

## Levensloop
Ongena is de zoon van een beroepsmilitair en woonde tot zijn achttiende in Duitsland. Hij behaalde in 1998 het diploma van licentiaat in de rechten aan de Universiteit Antwerpen. Van 1998 tot 2003 werkte hij als onderzoeker internationaal strafrecht en strafprocesrecht aan de Universiteit Antwerpen. Vervolgens was Ongena van 2003 tot 2004 woordvoerder van toenmalig minister-president van Vlaanderen Bart Somers om daarna bij VLD en vervolgens Open Vld de functies van partijwoordvoerder (2004-2008) en politiek directeur (2008-2013) uit te oefenen. Daarna was hij van 2013 tot 2019 fractiewoordvoerder van de Open Vld-fractie in het Vlaams Parlement en werkte hij van januari tot oktober 2019 als adviseur op het kabinet van minister van Asiel en Migratie Maggie De Block.
Bij de gemeenteraadsverkiezingen van oktober 2000 werd Ongena tevens verkozen tot gemeenteraadslid van Mechelen. Hij nam echter meteen ontslag en zetelde van 2001 tot 2006 in de Mechelse OCMW-raad. Zes jaar later werd hij opnieuw verkozen tot Mechels gemeenteraadslid. Deze keer nam hij zijn mandaat wel op en van januari 2007 tot december 2009 was Ongena gemeenteraadslid en fractieleider van de stadscoalitie van VLD, Groen! en onafhankelijken.
Eind 2009 verhuisde hij naar Sint-Katelijne-Waver en werd er in 2010 de voorzitter van de plaatselijke Open Vld-afdeling. Sinds januari 2013 is Ongena er gemeenteraadslid en van januari 2013 tot december 2018 was hij ook eerste schepen, onder andere bevoegd voor Mobiliteit, Communicatie, Lokale Economie en Inspraak. Na zes jaar op de oppositiebanken te hebben gezeteld, werd Ongena in december 2024 opnieuw eerste schepen van Sint-Katelijne-Waver. Hierbij werd hij belast met Openbare Werken, Financiën, Lokale Economie, Sport en Toerisme.
Bij de Vlaamse verkiezingen van 26 mei 2019 stond Tom Ongena als eerste opvolger op de Open Vld-lijst in de kieskring Antwerpen. In oktober 2019 legde Ongena de eed af als Vlaams Parlementslid, in opvolging van Bart Somers, die opnieuw Vlaams minister werd. In het Vlaams Parlement was hij van 2019 tot 2020 ondervoorzitter van de commissie Landbouw, Visserij en Plattelandsbeleid en van 2020 tot 2023 ondervoorzitter van de commissie Binnenlands Bestuur, Gelijke Kansen en Inburgering, waarvan hij eerder van 2019 tot 2020 vast lid was. Daarnaast zetelde hij van 2019 tot 2023 als vast lid In september 2020 werd hij door het Vlaams Parlement tevens als deelstaatsenator afgevaardigd naar de Senaat, waar hij de tot provinciegouverneur van Oost-Vlaanderen benoemde Carina Van Cauter opvolgde. Op 8 november 2023 liepen zijn parlementaire mandaten ten einde, aangezien Bart Somers na zijn ontslag uit de Vlaamse regering terugkeerde naar het Vlaams Parlement.
Op 4 juli 2023 werd hij op voordracht van eerste minister Alexander De Croo door het partijbureau van Open Vld aangesteld als waarnemend partijvoorzitter, nadat Egbert Lachaert enkele dagen daarvoor stopte als voorzitter. Enkele maanden later, op 23 september 2023, werd hij op een partijcongres met 59 procent van de stemmen officieel verkozen tot partijvoorzitter van Open Vld, met een termijn die zal duren tot na de lokale verkiezingen van oktober 2024. De manier waarop de voorzittersverkiezingen verliepen, veroorzaakte echter controverse in de partij. De verkiezingen verliepen niet zoals gewoonlijk via een rechtstreekse stemming, waarbij de leden ook digitaal of per brief hun stem konden uitbrengen, maar via een stemming waarbij fysieke aanwezigheid op het partijcongres was vereist, waarvoor op hetzelfde congres een statutenwijziging werd goedgekeurd. Hierdoor werd volgens critici de ledendemocratie van de partij aan banden gelegd. Als gevolg van de slechte resultaten van de partij bij de verkiezingen van 9 juni 2024 diende Ongena dezelfde dag nog zijn ontslag in als voorzitter van Open Vld. Op 24 augustus 2024 werd Eva De Bleeker tot zijn opvolger verkozen.
Bij de Vlaamse verkiezingen van 9 juni 2024 werd Ongena als lijsttrekker van de Antwerpse Open Vld-lijst opnieuw verkozen in het Vlaams Parlement. Hij was er van juli tot oktober 2024 fractievoorzitter voor zijn partij en ging er zetelen in de commissies Binnenlands Bestuur en Inburgering en Economie, Werk, Sociale Economie, Wetenschap en Innovatie. Ook werd hij opnieuw afgevaardigd naar de Senaat als deelstaatsenator, hetgeen Ongena bleef tot in december 2024.